# 16590 Brunowalter
16590 Brunowalter è un asteroide della fascia principale. Scoperto nel 1992, presenta un'orbita caratterizzata da un semiasse maggiore pari a 2,5326646 UA e da un'eccentricità di 0,1110178, inclinata di 12,69753° rispetto all'eclittica.